# King Arthur: The Role-playing Wargame
King Arthur: The Role-playing Wargame è un videogioco di ruolo strategico in tempo reale sviluppato dalla Neocore Games per Microsoft Windows e pubblicato, a partire dal 24 novembre 2009, grazie a FX Interactive in Italia, Ubisoft in Europa, Paradox Interactive negli USA ed E-Frontier in Giappone. Il gioco ha ricevuto un punteggio di 79/100 su Metacritic ed è stato in seguito espanso con cinque DLC (Knights and Vassals, Legendary Artifacts, The Saxons, The Druids e Fallen Champions). Il 27 gennaio 2012 è stato pubblicato un sequel, King Arthur II: The Role-playing Wargame.

## Trama
Il gioco si svolge nella Britannia descritta in molte leggende arturiane, rivista in chiave fantasy e con diversi personaggi ed elementi solamente tratti da tali cicli.
Uther Pendragon, defunto re di Britannia e padre di Artù, fallì a suo tempo nell'estrarre dalla pietra la spada Excalibur, provando che non era suo destino regnare su tutta l'isola. Quando poi il giovane re ebbe estratto la spada dalla sua prigione, questa scatenò sull'intera isola la magia, da tempo dimenticata, che riportò in terra mostri leggendari e oscuri. Tra questi, il popolo fatato dei Sidhe, esseri misteriosi nativi di Tír na nÓg discendenti delle divinità adorate dall'Antico Credo e alleati dei druidi del Galles, e i brutali giganti del nord, i Fomoriani, qui nativi delle Isole Orcadi.

## Modalità di gioco
Il gameplay del gioco risulta un mix di "grand strategy", strategia in tempo reale (entrambe modalità ben note a giocatori di altri titoli come la serie Total War) ed elementi tipici dei giochi di ruolo. Mentre la cosiddetta "grand strategy" ha luogo nella mappa della modalità campagna, in cui è possibile avere una visuale completa del territorio controllato in cui muovere eserciti e reclutare unità, la parte di strategia in tempo reale è esclusiva delle battaglie, in cui è possibile competere contro gli eserciti nemici comandando interi battaglioni, cavalieri e maghi.
Questi ultimi due sono protagonisti delle cosiddette Avventure, in cui è necessario seguire un testo (similmente a quanto avviene in un librogame) per risolvere svariati obiettivi; sono inoltre personalizzabili grazie ad un folto albero di abilità, sia attive (magie ed attacchi speciali) che passive, cinque caratteristiche base (Comando, Governo, Avventura, Combattimento e Magia) e quattro oggetti da equipaggiare (un'arma, un'armatura e due amuleti).
Al di fuori della modalità campagna è possibile inoltre giocare battaglie personalizzate.

### Modalità campagna
La modalità di gioco più consistente e longeva è quella relativa alla campagna storica, esclusiva della modalità giocatore singolo. Qui il giocatore assume il ruolo di un giovanissimo Re Artù che, come spiegato nella cutscene iniziale, si è rivelato come futuro Re di Britannia estraendo la spada Excalibur da una roccia magica. Questo gesto ha riportato sull'isola la magia e, con essa, potenti cavalieri e stregoni. Il giocatore prende quindi il comando del suo primo esercito volontario, comandato dal cavaliere Sir Kay (fratellastro di Artù) che è necessario muovere nella mappa per occupare i punti d'interesse e conquistare la prima regione, la Cornovaglia. 
In questa modalità il tempo è scandito in turni, durante i quali è possibile muovere i propri eserciti, intraprendere Avventure, dichiarare guerra ai propri vicini e dar loro battaglia. I turni rappresentano le quattro stagioni, ognuna delle quali comporta bonus o malus differenti ad eserciti ed economia; infatti, una volta conquistata una delle quattro roccaforti disponibili (le due prima incontrate sono Londra e Viroconium) è possibile accedere ad una fase gestionale, sviluppabile solo durante la stagione invernale, con la quale gestire al meglio i territori conquistati (tramite leggi o editti), costruire edifici nella Roccaforte, emanare leggi o decreti, sviluppare potenziamenti e riscuotere le tasse per raccogliere le uniche due valute del gioco: oro e viveri.
La campagna è infine scandita in quattro Capitoli, ognuno con obiettivi e missioni differenti in base alle scelte prese dal giocatore. Ogni decisione, inoltre, comporta l'assegnazione di uno o più punti sulla tavola della Moralità che permette di caratterizzare il Re Artù del giocatore secondo due scale: l'asse morale (i cui estremi sono Onorevole e Autoritario) e l'asse religioso (Cristiano o Antico Credo). I punteggi ottenuti in questi assi rendono possibile sbloccare unità e potenziamenti caratteristici - come i Campioni del Graal se il giocatore ha ottenuto almeno 20 punti, il massimo, sull'asse "Cristiano" - oltre a influenzare le scelte possibili durante le Avventure e il rapporto del giocatore con i propri Cavalieri, molto suscettibili alle differenze di Moralità.

### Battaglie in tempo reale
Le battaglie intraprese nella campagna seguono la stessa modalità di quelle create grazie alla modalità alternativa: è quindi possibile guidare i propri paladini (massimo quattro per ogni esercito) e i propri soldati contro quelli del nemico. Il gioco mette a disposizione svariate mappe, ognuna con terreni e punti di controllo diversi: i primi influenzano l'incisività e l'energia delle truppe (ad esempio, truppe di fanteria leggera saranno avvantaggiate nei boschi anche contro le più possenti unità di fanteria pesante, mentre lanciare la propria cavalleria al galoppo in discesa piuttosto che in pianura ne aumenterà sia il danno da carica che il dispendio di energia) mentre i secondi, se conquistati, forniscono Morale all'esercito e bonus attivi (come incantesimi) o passivi. Il vincitore dello scontro è l'esercito che annienta quello nemico, o che ne riduce a zero il morale mantenendo il possesso di più punti di controllo.

### Avventure
Le avventure sono punti cruciali di snodo nella trama della campagna. SI possono intraprendere facendo raggiungere i luoghi evidenziati sulla mappa dai propri paladini, i quali prenderanno ogni decisione in nome di Re Artù. Sono avventure di testo, in cui sarà possibile scegliere le azioni da intraprendere seguendo le descrizioni fornite dal gioco e risolvere situazioni di pericolo - come un'imboscata, uno scontro o un sortilegio - grazie alle cinque abilità del proprio cavaliere. Oltre a quelle principali, necessarie allo sviluppo della trama e al proseguimento dei capitoli, il gioco genera inoltre un vasto numero di quest secondarie con le quali è possibile, tramite negoziazioni o avventure, ottenere soldi e viveri, nuovi cavalieri, unità, artefatti, damigelle da marito per i propri campioni o scongiurare eventi disastrosi quali epidemie, rivolte, incendi, inondazioni e minacce di mostri ed eserciti mercenari.

## King Arthur: Fallen Champions
King Arthur: Fallen Champions è un'espansione standalone uscita a settembre 2011. Contiene una struttura di missioni basate sulla storia, intesa come ponte tra il gioco originale e il seguito King Arthur II: The Role-Playing Wargame.